# 第105戦車師団 (朝鮮人民軍)
第105戦車師団（제105전차사단）は朝鮮人民軍の師団の1つ。現在の正式な名称は近衛ソウル柳京洙第105戦車師団（근위 서울류경수제105땅크사단）。

## 歴史
ソ連は北朝鮮に500両の戦車を供与して2個戦車師団を創設する計画であったが、韓国陸軍の対戦車装備の実態と韓国の地形と道路網、とくに橋梁の貧弱さに驚き、給与量を242両に削減し、1個旅団の創設に切り替えた。
機械化部隊の創設は朝鮮人民軍の建軍と並行して行われ、平壌に駐屯していたソ連軍第10機械化師団に戦車長、運転兵、砲長、技術兵ら自走砲分野及び戦車専門軍官などの専門分野に応じて戦車兵養成のための3か月間の教育課程が開設された。1947年12月、この課程を修了した人員を基幹に第203独立教育戦車連隊が編成された。1948年5月には第203教育連隊から最初の教育生が排出され第105戦車旅団の創設に投入された。その他にも第203教育連隊は各歩兵師団の自走砲大隊や車両化連隊の運転兵も輩出した。
1949年5月、教育連隊の教育生を基幹に3個戦車連隊が編成され、第105戦車旅団、1個車両化連隊及び捜索大隊（モーターサイクル）が創設された。第105戦車旅団は第107、109、203の3個戦車連隊と第206機械化連隊、自走砲大隊、第303機動偵察隊、第208教導連隊及び、通信、工兵、運輸、整備、軍医の各大隊からなり、総員8800人、装備はT-34戦車150両、SU-76自走砲90両が主体であった。旅団長は柳京洙、文化副旅団長は安東洙、技術副旅団長は朴イルム、参謀長は千義玩が就任した。
1949年10月頃になると以下のように分散配備して各種訓練を行っていた。
- 旅団司令部と直轄部隊 - 平壌・寺洞
- 第107戦車連隊 - 平壌・寺洞
- 第208教導連隊 - 平壌・寺洞
- 第109戦車連隊 - 黄海道・南川
- 第203戦車連隊 - 江原道・鉄原

国境会戦では、第107、109連隊と車両化連隊が主攻方面の鉄原-ソウル軸線に、第203連隊（1個大隊欠）が第1師団と共に助攻方面の南河洞-開城に投入された。
1950年6月25日、20分間の砲撃を行った後に攻撃を開始。同日午後遅くに第107連隊が議政府地域に進出した。第109連隊はソフル里（소흘리）に到着したが、進撃に適した道路が無く、抱川方面に進路を転換しなければならなかった。第109連隊も翌26日午後に議政府地域に進出した。韓国軍は2.36インチ（60mm）M9バズーカで対抗したが、効果は薄かった。
第4師団と第203連隊第3大隊は、非常に強力な韓国軍の抵抗を克服し、6月27日明け方に議政府地域に進出した。
第1師団と第203連隊（1個大隊欠）は臨津江線まで進出したが、韓国軍が橋梁を破壊したため、進撃を止めて橋梁を建設しなければならなかった。このため第203連隊は6月28日にソウルに入ることになった。
ソウルには安東洙の搭乗する312号戦車が最初に突入し、第107連隊第1大隊長キム・ヨン少佐が二両で中央庁に突入し、共和国旗を掲げた。。
ソウル陥落後はソウルの称号が与えられ、師団に昇格した。烏山の戦いでは米軍と会敵し、4両を喪失しながらもスミス支隊を破っている。しかし、以降はアメリカ空軍の参戦や大田の戦いより新規投入されたスーパー・バズーカによって次第に損害が増えて行った。とくに航空機の攻撃が脅威であり、「飛行機狩り」という刺し違え戦法が指令されたが、効果は無く、洛東江にたどり着いた時には1個戦車連隊程度の戦力になっていた。
同年9月、国連軍の反攻作戦でついに全両壊滅し、当時第105戦車師団政治軍官（上尉）だった呉基完によれば、柳京洙師団長は軍服を捨てて私服で撤退した有様だったという。
開戦直前の駐屯地であった永北面雲川里は、停戦後は韓国側の領土となり、1954年から米軍第7師団第1旅団が「キャンプ・カイザー」の名で管理していた。「ニクソン・ドクトリン」後の1977年から韓国陸軍に移管され第1装甲機械歩兵旅団（2018年より第8師団隷下）が駐屯している。
その後、時期不明だが再編され、2001年5月には金正日総書記により「近衛ソウル柳京洙第105タンク師団」との称号を付与された。
金正恩総書記からも現地指導を頻繁に受けており、北朝鮮国民からの一般的な知名度も非常に高い。